# فلورنس (حوزه سرشماری)، ویسکانسین
فلورنس (به انگلیسی: Florence) یک منطقهٔ مسکونی در ایالات متحده آمریکا است که در شهرستان فلورانس، ویسکانسین واقع شده‌است. فلورنس ۵۹۲ نفر جمعیت دارد و ۳۹۸٫۰۷ متر بالاتر از سطح دریا واقع شده‌است.